# André Veilleux
André Veilleux (...) è un ex hockeista su ghiaccio canadese.
Egli fu la prima scelta assoluta dell'NHL Amateur Draft 1965.

## Carriera
Veilleux fu la prima scelta assoluta da parte dei New York Rangers in occasione dell'NHL Amateur Draft 1965. A livello giovanile si fece notare durante la sua permanenza con i Montreal Rangers, formazione giovanile di Montréal legata alla franchigia newyorchese.
Tuttavia dopo essere stato scelto al Draft non debuttò mai né in National Hockey League né in American Hockey League, continuando a giocare invece in campionati locali come i Trois-Rivières Reds nella Quebec Junior A Hockey League.